# Ceratitis penicillata
Ceratitis penicillata är en tvåvingeart som beskrevs av Jacques-Marie-Frangile Bigot 1891. Ceratitis penicillata ingår i släktet Ceratitis och familjen borrflugor. Inga underarter finns listade i Catalogue of Life.